# Callophrys
A Callophrys a valódi lepkék (Glossata) alrendjébe sorolt boglárkalepkefélék (Lycaenidae) családjában a farkincás-rokonúak (Eumaeini) nemzetség egyik neme.

## Ismertebb fajok
- Callophrys (Ahlbergia):
- Callophrys (Callophrys):
  - zöldfonákú lepke (zöldfonákú farkincásboglárka, zöldfonákú csücsköslepke, Callophrys ruby, Callophrys rubi)
- Callophrys (Incisalia):
  - Callophrys augustinus
  - Callophrys niphon
- Callophrys (Mitoura):
  - Callophrys hesseli
  - Callophrys spinetorum